# El Saucillo, Purísima del Rincón
El Saucillo är en ort i Mexiko.   Den ligger i kommunen Purísima del Rincón och delstaten Guanajuato, i den centrala delen av landet, 300 km nordväst om huvudstaden Mexico City. El Saucillo ligger 1 770 meter över havet och antalet invånare är 167.
Terrängen runt El Saucillo är platt åt sydost, men åt nordväst är den kuperad. Runt El Saucillo är det ganska tätbefolkat, med 230 invånare per kvadratkilometer. Närmaste större samhälle är San Francisco del Rincón, 12,8 km nordost om El Saucillo. Trakten runt El Saucillo består till största delen av jordbruksmark.